# 坦納 (阿拉巴馬州)
坦納（英語：Tanner）是一個位於美國阿拉巴馬州萊姆斯通縣的非建制地區。該地的面積和人口皆未知。

## 地理
坦納的座標為34°43′53″N 86°58′14″W / 34.73139°N 86.97056°W，而該地的平均海拔高度為203米（即666英尺）。